# ای‌پی ۵
ای‌پی ۵ (به انگلیسی: AP5) با فرمول شیمیایی C۵H۱۲NO۵P یک ترکیب شیمیایی با شناسه پاب‌کم ۱۳۵۳۴۲ است. که جرم مولی آن ۱۹۷٫۱۳ g/mol می‌باشد. 